# International Roman Law Moot Court
Der International Roman Law Moot Court (IRLMC) ist ein internationaler europäischer jährlicher Moot-Court-Wettbewerb im römischen Recht.
Teilnehmende Universitäten sind die Universität Oxford, die Universität Cambridge, die Universität Neapel Federico II, die Universität Wien, die Eberhard-Karls-Universität Tübingen, die Universität Lüttich, die Universität Trier sowie die Nationale und Kapodistrias-Universität Athen.

## Allgemeines

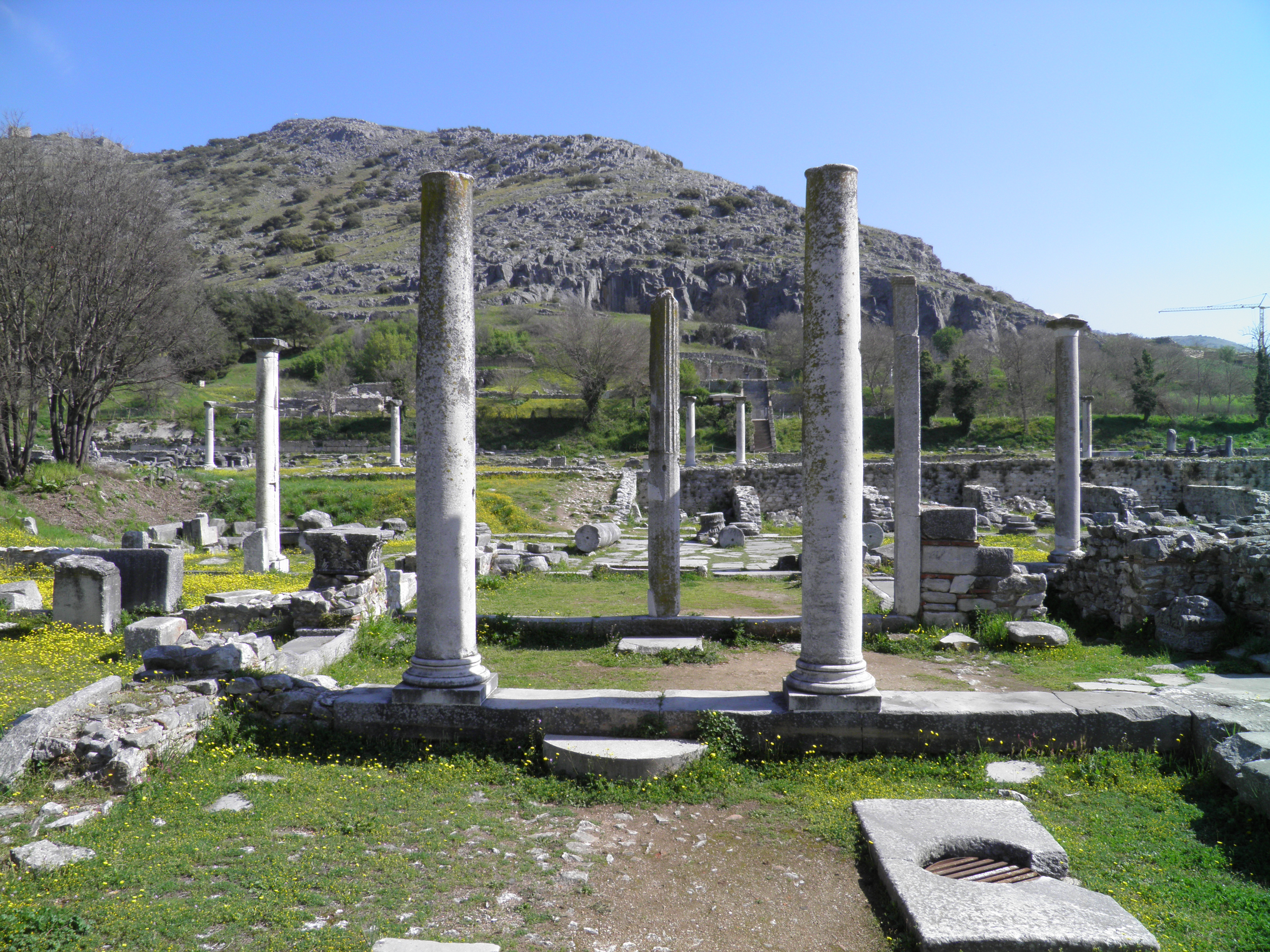
Im antiken Forum der Ausgrabungsstätte von Philippi fanden die ersten Wettbewerbe statt

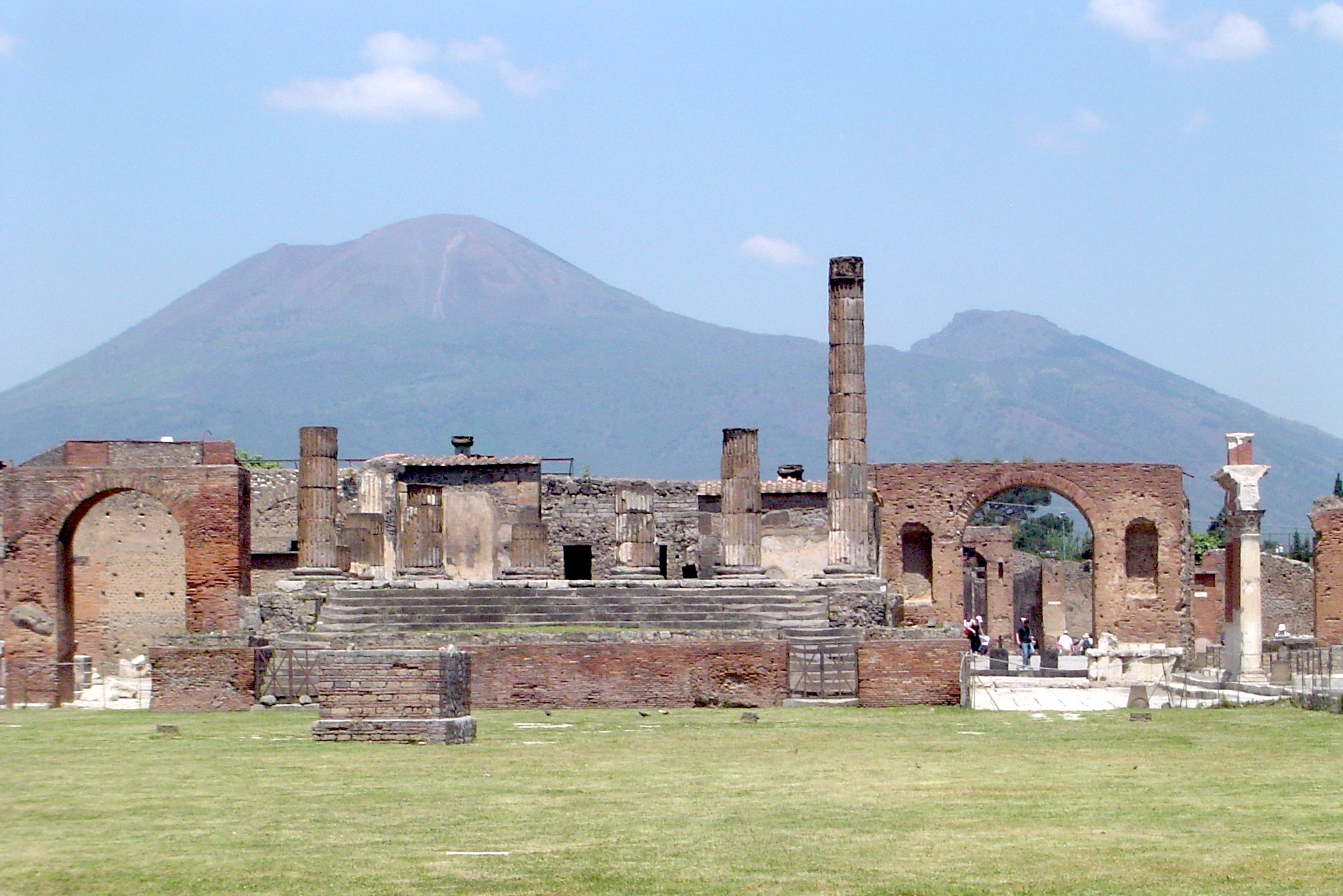
Im Jahr 2015 wurde als Schauplatz des IRLMC das historische Pompeji gewählt

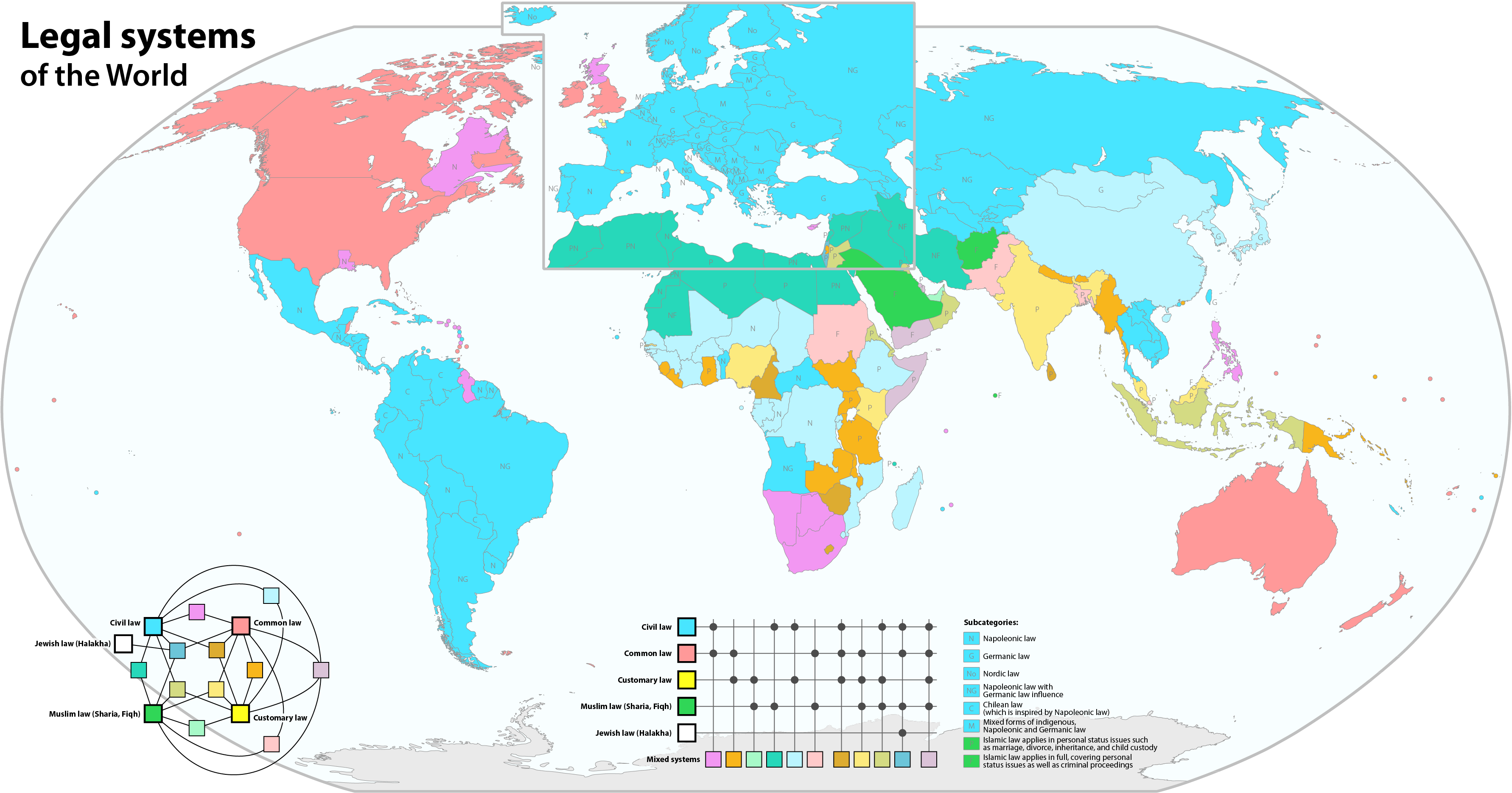
In Blau sind die Rechtssysteme eingezeichnet, die auf römischen Recht aufbauen

Die ersten fünf Wettbewerbe von 2008 bis 2012 wurden unter der Schirmherrschaft des Mohamed Ali-Instituts für das Studium der östlichen Tradition (IMARET) organisiert. Diese Nichtregierungsorganisation, die sich der Förderung des gemeinsamen Erbes der Mittelmeerländer widmet, hat ihren Sitz in Nordgriechenland und ist heute als MOHA-Forschungszentrum bekannt. Seitdem hat die University of Cambridge die Organisation übernommen.
Ziel ist es, wie bei jedem Moot Court, die Rolle des Klägers und des Angeklagten im fiktiven Rechtsstreit zu übernehmen und das Gericht von seinem eigenen Standpunkt zu überzeugen. Der Fall für den Wettbewerb fällt typischerweise in die Zeit der Regierung des Kaisers Justinian des Großen (527–565 n. Chr.). Der Wettbewerb selbst besteht zunächst aus einer Gruppenphase, dann aus zwei Halbfinalen, einem kleinen Finale und einem großen Finale. Die Richter arbeiten in allen Runden zu dritt, mit Ausnahme des großen Finales, bei dem fünf Richter entscheiden. Zu früheren Richtern zählen Melchior Wathelet (Erster Generalanwalt und ehemaliger Richter des Europäischen Gerichtshofs) und Johannes Schnizer (Richter am österreichischen Verfassungsgerichtshof). Eine Sitzung dauert ungefähr vierzig Minuten. Der gesamte Prozess ist mündlich, weshalb keine Schriftsätze erstellt werden, und wird in englischer Sprache abgehalten. Ziel ist es, die Richter mit römischen Rechtsgrundsätzen, modernem Englisch, modernen juristischen Argumentationsfähigkeiten und modernen Verhandlungstaktiken zu überzeugen.
Das Gewinnerteam erhält die Palma Victoriae, das zweitplatzierte Team die Palma Secunda und das Gewinnerteam im kleinen Finale die Palma Tertia. Mit der Palma Optimi Oratoris wird der beste Redner ausgezeichnet.
Die ersten fünf Wettbewerbe zwischen 2008 und 2012 fanden in Griechenland direkt im Forum der archäologischen Stätte von Philippi statt. Der Wettbewerb wurde dann später auch in den Ausgrabungen von Pompeji und in der Kathedrale von Ely ausgetragen. Der jährliche Wettbewerb wird derzeit abwechselnd von einer der teilnehmenden Universitäten organisiert und so findet der Moot Court jedes Jahr an einem anderen Ort statt, wie beispielsweise 2017 in Trier, 2018 in Lüttich und 2019 in Cambridge. Das Team aus Cambridge gewann den ausnahmsweise online durchgeführten Wettbewerb 2020 vor dem Team aus Wien. Der Wettbewerb im Jahr 2021 fand wegen der Covid-Pandemie ebenfalls online statt und wurde von der Universität Oxford vor Neapel, Lüttich und Wien gewonnen.
In diesem Wettbewerb wird zum einen den besten Studierenden ihrer Universität die Möglichkeit gegeben, ihre Fähigkeiten international unter Beweis zu stellen beziehungsweise internationale Kontakte zu knüpfen, zum anderen wird eine wissenschaftliche und kulturelle Verbindung zwischen den Nationen hergestellt. Dies liegt auch daran, dass das römische Recht in vielen heutigen Staaten (oder Vorgängerstaaten wie dem Byzantinischen Reich und dem Heiligen Römischen Reich) nicht nur jahrhundertelang in Kraft war, sondern auch die Grundlage vieler heutiger staatlicher Rechtssysteme weltweit bildet.
Seit der Gründung des Wettbewerbs liegt der Fokus auch auf der interkulturellen Kompetenz der Teilnehmer und der entsprechenden Verhandlungstaktik. Neben den ernsthaften Wettbewerben haben Studenten, Professoren, Organisatoren und Sponsoren des Moot traditionell die Möglichkeit, sich während des zusätzlichen Kulturprogramms sozial und intellektuell mit Kollegen aus verschiedenen Rechtstraditionen und Ländern auszutauschen.
Es gibt zahlreiche nationale römischrechtliche Rechtswettbewerbe und Moot Courts. Das Konzept des International Roman Law Moot Court wurde 2018 von der Universität Wien mit dem UNIVIE Teaching Award ausgezeichnet. Das IRLMC gilt als der weltweit wichtigste Wettbewerb im römischen Recht.
Das International Roman Law Moot Court ist das Modell für Moot Courts zum historischen Recht wie dem „Ius Commune MC – The Imperial Aulic Council“ und dem „Historical Jewish Law MC – The Rabbinic Tribunal of Prague“.